# Python curtus
Il pitone corto (Python curtus), è un rettile appartenente alla famiglia dei pitonidi originario del sud-est Asiatico. Sulla base delle ricerche sono state individuate tre sottospecie, anche se gli autori le descrivono come specie. Deve il suo nome alla particolare robustezza del tronco: infatti è piuttosto tarchiato, testa larga a forma di cuneo e coda corta. Il pitone corto conduce una vita sedentaria, nascondendosi tra gli strati di foglie e i detriti della foresta, in attesa del passaggio delle prede; si nutre per lo più di uccelli e piccoli mammiferi sui quali si avventa con tutta la forza del suo massiccio corpo. È oviparo e la femmina può deporre fino a 30 uova. La colorazione varia dal bruno al fulvo, con macchie più chiare e più scure rispetto al colore di sfondo che variano da individuo a individuo.

## Areale e habitat
Questa specie è originaria del sud-est Asiatico. È diffuso in Thailandia, Malaysia, e Indonesia (Sumatra, Arcipelago di Riau, Isole Lingga, Isole Bangka, Isole Mentawai e Kalimantan). Secondo Stimson (1969) il tipo nomenclaturale del pitone corto è Sumatra. Presente nelle foreste pluviali e nelle paludi.